# 나탕 은구무
나탕 은구무 망포르(프랑스어: Nathan Ngoumou Minpole, 2000년 3월 14일 ~ )는 분데스리가 클럽 보루시아 묀헨글라트바흐에서 공격형 미드필더 또는 윙어로 활약하는 카메룬의 프로 축구 선수이다. 프랑스에서 태어난 그는 카메룬 국가대표팀에서 활약하고 있다.

## 구단 경력

### 툴루즈
툴루즈 출신의 유소년 팀인 은구무는 2018년 11월에 유소년 클럽과 첫 프로 계약을 체결했다. 그는 2019년 5월 24일, 디종과의 리그 1 경기에서 2-1로 패한 경기에서 툴루즈 소속으로 프로 데뷔 전을 치렀다.

### 보루시아 묀헨글라트바흐
2022년 8월 30일, 은구무는 독일의 보루시아 묀헨글라트바흐와 5년 계약을 체결했다.

## 국가대표팀 경력
프랑스에서 태어난 은구무는 카메룬과 가봉 출신 혈통이다. 2019년 2월 5일, 그는 프랑스 U-19 국가대표팀에 소집되었다.
2025년 3월 7일, 은구무의 카메룬에 대한 충성도 전환 요청이 FIFA에 의해 승인되었다.
은구무는 2025년 3월 19일, 에스와티니와의 FIFA 월드컵 예선 0-0 무승부 경기에서 카메룬 국가대표팀 데뷔 전을 치렀으며, 78분에 작송 차추아와 교체 투입되었다.

## 사생활
응구무의 사촌은 카메룬 국가대표 축구 선수 아실 에마나의 사촌이며, 그의 할아버지 클레망 에보조 에야아는 1960년대에 디비시옹 1에서 활약한 두 번째 가봉 축구 선수였다. 그는 또한 카메룬 시민권을 보유하고 있다.

## 수상
툴루즈
- 리그 2 : 2021–22년[9]

개인
- UNFP 리그 2 올해의 팀 : 2021–22년[10]